# 1976 en Norvège
Chronologie de la Norvège
- 1972
- 1973
- 1974
- 1975
- 1976
- 1977
- 1978
- 1979
- 1980

Cet article présente les faits marquants de l'année 1976 en Norvège ou relatifs à la Norvège.

## Gouvernance
- Olav V est roi de Norvège.
- Trygve Bratteli dirige le gouvernement jusqu'au 15 janvier, Odvar Nordli lui succède.

## Événements
- Fin des stérilisations de force en Norvège qui ont touché 2000 personnes environ, selon les déclarations officielles. Il s'est principalement agit de personnes souffrant de troubles mentaux. Cette pratique a débuté en 1934 en Norvège[1].
- 20-21 mai : le Conseil de l’OTAN réuni à Oslo dénonce le développement de la puissance militaire du pacte de Varsovie et le secrétaire d’État, Henry Kissinger, rejette la « doctrine Sonnenfeldt » selon laquelle les États-Unis pourraient s’accommoder de la puissance soviétique en Europe de l’Est[2].

## Sport
- La saison 1976 du Championnat de Norvège de football était la 14e édition de la première division norvégienne à poule unique, la Tippeligaen. Les 12 clubs jouent les uns contre les autres lors de rencontres disputées en matchs aller et retour. C'est le Lillestrøm SK qui termine en tête du championnat. C'est le 2e titre de champion de Norvège de son histoire.
- La Norvège participe aux Jeux olympiques d'été de 1976 à Montréal. 66 athlètes norvégiens, 60 hommes et 6 femmes, ont participé à 44 compétitions dans 11 sports. Ils y ont obtenu deux médailles : une d'or et une d'argent.
- La Norvège participe aux Jeux olympiques d'hiver de 1976, organisés à Innsbruck en Autriche. Cette nation prend part aux Jeux olympiques d'hiver pour la douzième fois après avoir participé à toutes les éditions précédentes. La délégation norvégienne, formée de 42 athlètes (35 hommes et 7 femmes), remporte 7 médailles (3 d'or, 3 d'argent et 1 de bronze) et se classe au quatrième rang du tableau des médailles[3].

## Naissances
- Naissance en Norvège en 1976

## Décès
- Décès en Norvège en 1976